# Краус-Мафай

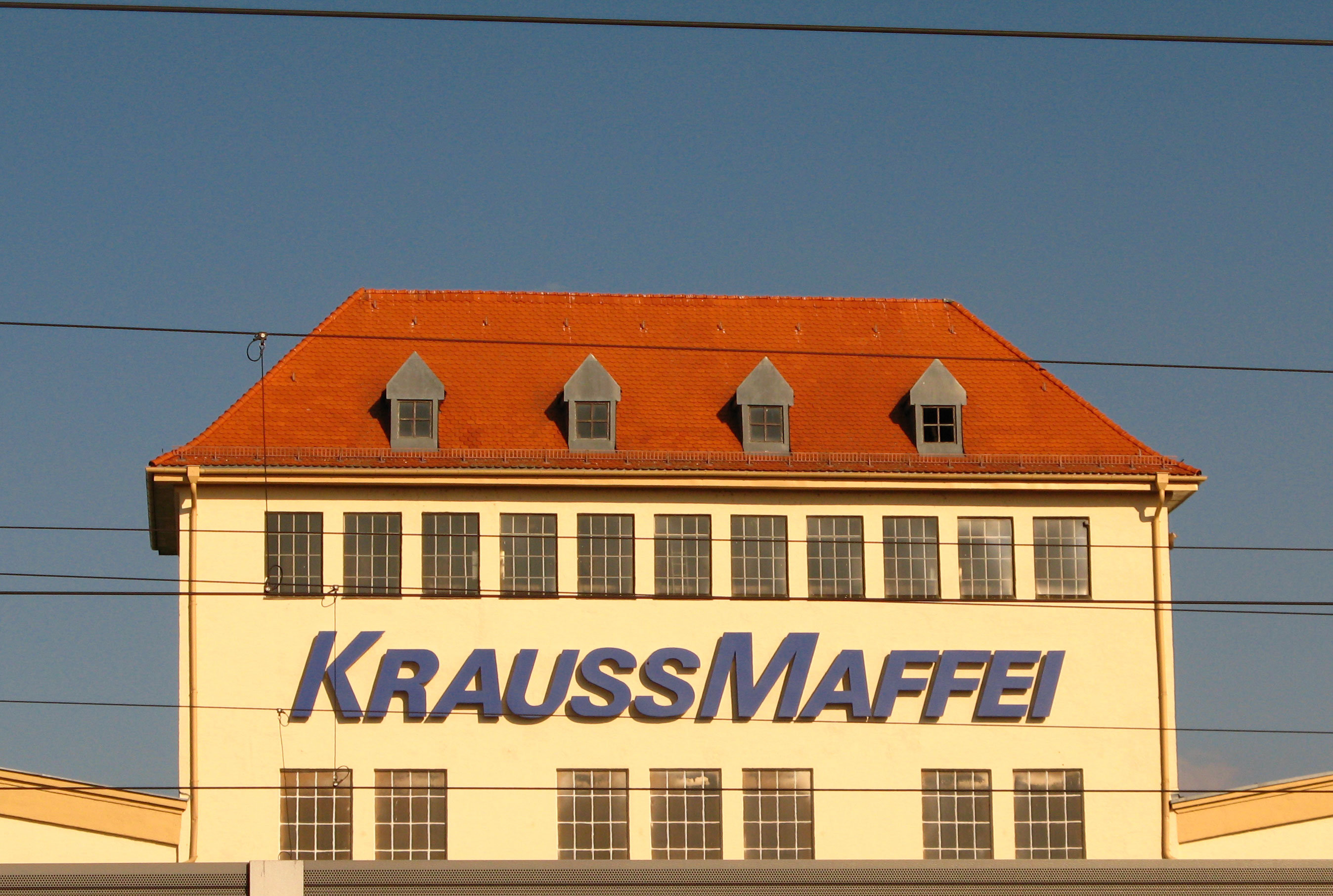
Історична будівля компанії Краус-Мафай з написом

KraussMaffei Group GmbH — виробник машин для лиття під тиском, машин для витіснення пластикових конструкцій і техніки для керування процесом. У 2016 році компанію придбала корпорація «ChemChina».

## Історія
Краус-Мафай було створено у 1931 шляхом об'єднання двох мюнхенських фірм Мафай (створено у 1838) та Краус & Co. (створено у 1860). Обидві належали німецьким будівникам локомотивів різних типів. Мафай також випускав і інші парові машини, а пізніше, машини з комбінованими двигунами, в тому числі локомотиви, тролейбуси та автобуси до 1950-х років.
У 1960-ті роки Краус-Мафай випустив кілька зразків дизель-гідравлічних локомотивів ML 4000 C′C′ для демонстрації і тестування на американських залізницях. Південно-Тихоокеанська Залізниця і Західна залізниця Денвер та Ріо-Гранде взяли участь у тестуваннях, але обидва визнали локомотиви не придатними для експлуатації у важких умовах Скелястих гір, де проходили обидві залізниці. У 1963 компанія почала виробництво танка Леопард, а з 1973 розпочалося виробництво Леопард 2. У сімдесятих роках компанія брала участь у розробці надшвидкого магнітного левітуючого потяга. У 1999 компанія об'єдналася з Mannesmann DEMAG.
Оборонний та локомотивний підрозділ Краус-Мафай пізніше було відокремлено і об'єднано з Wegmann, перетворившись на сучасну компанію Krauss-Maffei Wegmann (KMW), який не входить до KraussMaffei Group.